# Стівен Гілл
Стівен Гілл (англ. Steven Hill, при народженні Соломон Краковський, англ. Solomon Krakovsky ; їд. שלמה קראַקאָווסקי ; 24 лютого 1922 — 23 серпня 2016) — американський актор. Найбільш відомий за телевізійними ролями окружного прокурора Адама Шиффа в драматичному серіалі «Закон і порядок» (1990-2000) на каналі NBC та Дена Бріггса в екшн-серіалі «Місія нездійсненна» (1966-1967). За першу роль він отримав дві номінації на премію «Еммі» за видатну чоловічу роль другого плану в драматичному серіалі.
Серед його ролей у фільмах: «Богиня » (1958), «Дитина чекає» (1963), «Тонка нитка» (1965), «Йентл» (1983), «Нечесна угода» (1986), «Біг на порожньому» (1988), «Біллі Батгейт » (1991) та Фірма (1993).

## Раннє життя
Народився Соломон Краковський     у Сіетлі, штат Вашингтон, у родині російських єврейських іммігрантів.   Його батько володів меблевим магазином. Він вирішив стати актором у шість років, коли зіграв головну роль у фільмі «Гамелінський содудар». 
Закінчивши Гарфілдську середню школу в 1939 році, Гілл (тоді відомий як Сол Краковський) вступив до Вашингтонського університету  і чотири роки служив у ВМС США під час Другої світової війни.  Закінчивши Вашингтонський університет, він переїхав спочатку до Чикаго , а потім до Нью-Йорка, щоб продовжити акторську кар'єру. 

## Кар'єра

### Дебют
Гілл вперше з'явився на бродвейській сцені в п'єсі Бена Гехта «Народження прапора» у 1946 році, де також знявся молодий Марлон Брандо .  За словами Гілла, його великий прорив стався, коли він отримав невелику роль у популярному бродвейському шоу Містер Робертс .  «Режисер, Джошуа Логан, подумав, що у мене є певні здібності, і він дозволив мені створити одну зі сцен», — сказав Гілл.  «Я імпровізував діалог, і він увійшов у шоу. Це була моя перша перемога. Це надзвичайно підбадьорило мене залишитися в шоу».  Гілл сказав, що це був хвилюючий період у його житті, коли, щойно вийшовши з флоту, він зіграв нещасного матроса Стефановскі.  «Ви могли майже відчути це з самого першого читання, яке відбулося; це буде приголомшливий хіт», — сказав Гілл.  «Ми всі це відчули, пережили і були переконані в цьому, і ми були на гребені хвилі з першого ж дня репетицій». 

### Учасник акторської студії
У 1947 році Гілл приєднався до Брандо, Монтгомері Кліфта та Джулі Гарріс, серед інших, як один із 50 претендентів (з приблизно 700 опитаних), яких прийняли до новоствореної Акторської студії.  

### Рання робота на екрані
Гілл дебютував у кіно 1950 року у фільмі «Дама без паспорта».  У 1952 році він знову вступив на службу у ВМС на два роки, а коли завершив службу, серйозно повернувся до акторської діяльності.  Пізніше Страсберг сказав: «Стівен Гілл вважається одним із найкращих акторів, яких коли-небудь створювала Америка».  На початку своєї акторської кар'єри Гілл шукав ролі, які мали соціальну спрямованість.  «Пізніше я дізнався, що шоу-бізнес — про розваги», — сказав він.  «Тож мені довелося примирити свої ідеалістичні почуття з реальністю». 

### Місія нездійсненна
Гілл був оригінальним лідером «Команди нездійсненних місій» Дена Бріггса в серіалі «Місія нездійсненна», що стартував у 1966 році. Фраза «Доброго ранку, містере Бріггс...» була обов’язковою на початку кожного епізоду, коли він діставав звукозапис або плівку з детальним описом завдання, яке він повинен виконати. Однак його замінили в шоу в 1967 році після закінчення першого сезону. Будучи одним із небагатьох ортодоксальних єврейських акторів, які працюють у Голлівуді, він заздалегідь до початку зйомок дав зрозуміти, що не може працювати в суботу (тобто від заходу сонця в п’ятницю до сутінків у суботу), і що він буде залишати знімальний майданчик щоп’ятниці перед заходом сонця.  Однак, незважаючи на попередження Гілла, продюсери шоу не були готові до його суворого дотримання суботи, і принаймні одного разу Хілл залишив знімальний майданчик, поки ще не завершилися зйомки епізоду. Продюсери використовували ряд способів зменшити роль персонажа Гілла, Дена Бріггса, за допомогою якого він отримував і роздавав деталі місії лише на початку певних епізодів, не маючи змоги брати подальшу участь у місії, оскільки його знали люди, з якими він зустрічався (використовувалося щонайменше тричі), або ж Бріггс мав перевдягнутися, а інший актор виконував його роль інкогніто до завершення місії (і епізоду), коли Бріггс знімав маску з обличчя. В інших випадках Бріггс чекав, щоб підібрати команду в кінці. Зазвичай персонаж Мартіна Ландау (Роллін Хенд) брав на себе роль лідера команди під час місій за відсутності Брігса, причому Ландау спочатку був «спеціально запрошеною зіркою» в першому сезоні, навіть не включеною до стартових титрів шоу. 

Гілла ненадовго відсторонили від серіалу наприкінці сезону, під час зйомок 23-го епізоду під назвою «Action!» У ньому єдиний раз персонаж Барбари Бейн Сінамон Картер, отримала деталі місії за допомогою записаних на плівку інструкцій, хоча герой Ландау, Роллін Генд, фактично очолював команду. Його відсторонили від роботи після того, як він відмовився підніматися по кроквах сходами, встановленими на павільйоні, як це було передбачено сценарієм.  Цей інцидент нібито не був пов'язаний з релігійними переконаннями Гілла. Отже, Гілла виключили з цього епізоду, і коли він повернувся до «Місія нездійсненна» на п'ять епізодів, що залишилися в сезоні, його роль була значно зменшена. Гілла не попросили повернутися на другий сезон, і він був замінений на роль зірки шоу Пітером Грейвсом.

## Особисте життя

### Сім'я
Гілл і його перша дружина Сельма Стерн одружилися в 1951 році і мали чотирьох дітей до розлучення в 1964 році. Гілл одружився зі своєю другою дружиною, Рейчел Шенкер, у 1967 році, і у них було п'ятеро дітей. Багато років жив у Монсі, Нью-Йорк .    

## Смерть
Гілл помер від раку в лікарні Нью-Йорка 23 серпня 2016 року у віці 94 років    

## Фільмографія

### Фільм
| Рік      | Назва                                           | Роль                         | Примітки                |
| -------- | ----------------------------------------------- | ---------------------------- | ----------------------- |
| 1950 рік | Жінка без паспорта                              | Джек                         |                         |
| 1955 рік | Страх бурі                                      | Бенджі                       |                         |
| 1958 рік | Богиня                                          | Джон Тауер                   | Зазначений як Стів Хілл |
| 1959 рік | Поцілуй її на прощання                          | Ед Вілсон                    |                         |
| 1963 рік | Дитина Чекає                                    | Тед Віддікомб                |                         |
| 1965 рік | Тонка нитка                                     | Марк Дайсон                  |                         |
| 1970 рік | Чудо виживання: героїчна битва Ізраїлю за життя |                              | Оповідач                |
| 1980 рік | Моя черга                                       | Доктор Якоб Ганцінгер        |                         |
| 1981 рік | Очевидець                                       | Лейтенант Джейкобс           |                         |
| 1981 рік | Багатий і знаменитий                            | Жюль Леві                    |                         |
| 1983 рік | Єнтл                                            | Реб Альтер Вішковер          |                         |
| 1984 рік | Вчителі                                         | Слоун                        |                         |
| 1984 рік | Розмови Гарбо                                   | Уолтер Рольф                 |                         |
| 1986 рік | На день Святого Валентина                       | Джордж Тайлер                |                         |
| 1986 рік | Нечесна угода                                   | Мартін «Молот» Ламанські     |                         |
| 1986 рік | Орли юриспруденції                              | Бауер                        |                         |
| 1986 рік | Ревнощі                                         | Батько Рейчел                |                         |
| 1986 рік | Спогади про Брайтон Біч                         | Містер Строгейм              |                         |
| 1987 рік | Courtship                                       | Джордж Тайлер                |                         |
| 1988 рік | Біг на місці                                    | Містер Паттерсон             |                         |
| 1988 рік | Підзарядка                                      | Макс Шерман                  |                         |
| 1990 рік | Білий палац                                     | Сол Горовіц                  |                         |
| 1991 рік | Біллі Батгейт                                   | Отто Берман                  |                         |
| 1993 рік | Фірма                                           | Прокурор США Ф. Дентон Войлз |                         |

### Серіали
| Рік       | Назва                                           | Роль                 | Примітки |
| --------- | ----------------------------------------------- | -------------------- | --- |
| 1949      | Suspense                                        | Guest Star           | Episode: "The Serpent Ring" (S 2:Ep 7) |
| 1949      | Actors Studio                                   | Guest Star           | 4 episodes |
| 1950      | Suspense                                        | Dolph Romano         | - Episode: "My Old Man's Badge" (S 2:Ep 29) - Credited as Steve Hill |
| 1952      | Schlitz Playhouse of Stars                      | Guest Star           | Episode: "The Man that I Marry" (S 1:Ep 16) |
| 1952      | Danger                                          | Guest Star           | Episode: "The Hero" (S 2:Ep 28) |
| 1952      | Lux Video Theatre                               | Hank                 | Episode: "A Legacy For Love" (S 3:Ep 7) |
| 1953      | The Philco Television Playhouse                 | Guest Star           | Episode: "The Long Way Home" (S 5:Ep 17) |
| 1954      | Goodyear Television Playhouse                   | Mr. Frank            | Episode: "The Inward Eye" (S 3:Ep 11) |
| 1954      | Goodyear Television Playhouse                   | Guest Star           | Episode: "The Arena" (S 3:Ep 21) |
| 1954      | The Philco Television Playhouse                 | George               | Episode: "Middle of the Night" (S 7:p 1) |
| 1954      | The Philco Television Playhouse                 | Horace Mann Borden   | Episode: "Man on the Mountain" (S 7:Ep 3) |
| 1956      | Playwrights '56                                 | Walter Uhlan         | Episode: "Lost" (S 1:Ep 9) |
| 1957      | Studio One                                      | 'Slim' Breedlove     | Episode: "The Traveling Lady" (S 9:Ep 28) |
| 1957      | Alfred Hitchcock Presents                       | Joe Kedzie           | Episode: "Enough Rope for Two" (S 3:Ep 7) |
| 1958      | DuPont Show of the Month                        | Guest Star           | Episode:"The Bridge of San Luis Rey" (S 1:Ep 5) |
| 1959      | Playhouse 90                                    | Agustin              | Episodes: - "For Whom the Bell Tolls, part 1" (S 3:Ep 23) - "For Whom the Bell Tolls, part 2" (S 3:Ep 24) - "For Whom the Bell Tolls, part 1" (S 3:Ep 23) - "For Whom the Bell Tolls, part 2" (S 3:Ep 24) |
| 1960      | Playhouse 90                                    | Dr. Edward Gutera    | Episode: "Journey to the Day" (S 4:Ep 14) |
| 1960      | Sacco-Vanzetti Story                            | Bartolomeo Vanzetti  | Presented on 'NBC Sunday Showcase (1960), nominated for Primetime Emmy Awards as "program of the year" |
| 1960      | The Untouchables                                | Jack "Legs" Diamond  | Episode: "Jack "Legs" Diamond" (S 2:Ep 2) |
| 1961      | Adventures in Paradise                          | B.E. Langard         | Episode: "Act of Piracy" (S 2:Ep 18) |
| 1962      | Route 66                                        | Frank Madera         | Episode: "A City of Wheels" (S 2:Ep 17) |
| 1962      | The Untouchables                                | Joseph December Jr.  | Episode: "Downfall" (S 3:Ep 22) |
| 1962      | The Eleventh Hour                               | Guest Star           | Episode: "There Are Dragons in This Forest" (S 1:Ep 2) |
| 1962      | Ben Casey                                       | Ollie                | Episode: "Legacy From A Stranger" (S 2:Ep 4) |
| 1962      | Dr. Kildare                                     | Dr. Chandra Ramid    | Episode: "The Cobweb Chain" (S 2:Ep 8) |
| 1963      | Ben Casey                                       | Dr. Keith Bernard    | Episode: "I'll Be Alright In The Morning" (S 2:Ep 14) |
| 1963      | Naked City                                      | Stanley              | Episode: "Barefoot on a Bed of Coals" (S 4:Ep 34) |
| 1963      | Bob Hope Presents the Chrysler Theatre          | Ruben Fare           | Episode: "Something About Lee Wiley" (S 1:Ep 2) |
| 1963      | Espionage                                       | Andrew Evans         | Episode: "The Incurable One" (S 1:Ep 3) |
| 1964      | The Greatest Show on Earth                      | Guest Star           | Episode: "Corsicans Don't Cry" (S 1:Ep 16) |
| 1964      | The Alfred Hitchcock Hour                       | Charlie Osgood       | Episode: "Who Needs an Enemy?"" (S 2:Ep 28) |
| 1965      | The Alfred Hitchcock Hour                       | Robert Manners       | Episode: "Thanatos Palace Hotel" (S 3:Ep 15) |
| 1965      | Kraft Suspense Theatre                          | Guest Star           | Episode: "The Safe House" (S 2:Ep 26) |
| 1965      | Rawhide                                         | Marty Brown          | Episode: "The Gray Rock Hotel" (S 7:Ep 30) |
| 1966      | The Fugitive                                    | Glenn Madison        | Episode: "The White Knight" (S 3:Ep 26) |
| 1966–67   | Mission: Impossible                             | Dan Briggs           | Main cast |
| 1977      | The Andros Targets                              | Ed Conway            | Episode: "In The Event of my Death" (S 1:Ep 4) |
| 1978      | King                                            | Stanley Levison      | TV miniseries |
| 1984–85   | One Life to Live                                | Aristotle Descamedes | Recurring |
| 1986      | Between Two Women                               | Teddy Petherton      | TV movie |
| 1988      | Thirtysomethng                                  | Leo Steadman         | Episode: "Business as Usual" (S 1:Ep 15) |
| 1989      | Columbo                                         | Mr. Marosco          | Episode: "Murder, Smoke and Shadows" (S 8:Ep 2) |
| 1990–2000 | Law & Order                                     | Adam Schiff          | Main cast, (final appearance) |
| 2000      | Law & Order: Special Victims Unit               | Adam Schiff          | Episode: "Entitled" (S 1:Ep 15) |
| 2003      | E's 101: Most Shocking Moments in Entertainment | Himself              | Interview |